# Стернина, Марина Абрамовна
Мари́на Абра́мовна Стернина́ (род. 16 сентября 1954, Малаховка Ухтомского района Московской области) — российский лингвист, доктор филологических наук, профессор, заведующая кафедрой английского языка естественно-научных факультетов ВГУ, вице-президент Национального объединения преподавателей английского языка России.

## Биография
В 1976 году с отличием окончила факультет романо-германской филологии Воронежского госуниверситета. С 1976 по 1979 год работала учителем английского языка в г. Павловск Воронежской области. В 1984 году защитила кандидатскую («Семантические типы наречного слова: на материале пространственных наречий английского и русского языков»), а в 2000 — докторскую («Лексико-грамматическая полисемия в системе языка (опыт разработки интегральной теории полисемии)»; научный консультант З. Д. Попова; официальные оппонент ыВ. Б. Кашкин, С. Г. Тер-Минасова, В. К. Харченко). В 2006 году присвоено учёное звание профессора.

### Семья
- Отец — философ и журналист Абрам Осипович Стернин (1909, Витебск — 2001, Воронеж), доцент кафедры философии Воронежского лесотехнического института, автор переиздававшихся учебников и пособий по изучению марксистско-ленинской философии.
- Мать — Стернина Любовь Михайловна (1917—1998), инженер-экономист.
- Брат — Иосиф Абрамович Стернин (1948—2022), доктор филологических наук, профессор, Заслуженный деятель науки РФ.

## Научная деятельность
Является автором более 350 научных публикаций, в том числе 10 монографий и 11 словарей, а также научным редактором более 50 монографий и сборников; под её руководством подготовлено 18 кандидатов наук.

### Монографии
- Лексико-грамматическая полисемия в системе языка. — Воронеж: «Истоки», 1999. — 160 с.
- Очерк американского коммуникативного поведения. — Воронеж: «Истоки», 2001. — 206 с. (гр. соавторов)
- Американское коммуникативное поведение. — Воронеж: «Истоки», 2001. — 224 с. (гр. соавторов)
- Очерк английского коммуникативного поведения. — Воронеж, «Истоки»,2003. — 184 с. (в соавторстве со Стерниным И. А., Лариной Т. В.)
- Russian and American Communicative Behavior. — Voronezh: Istoki Publishing House, 2003. — 93 p. (co-author I. Sternin)
- Сопоставительно-параметрический метод лингвистических исследований. — Воронеж: «Истоки», 2014. — 115 с.
- Сопоставление как лингвистическая методология. — Воронеж: издательство «РИТМ», 2021. — 215 с. (соавт. И. А. Стернин)